# Glycyrrhiza korshinskyi
Glycyrrhiza korshinskyi är en ärtväxtart som beskrevs av Grig. Glycyrrhiza korshinskyi ingår i släktet Glycyrrhiza och familjen ärtväxter. Inga underarter finns listade i Catalogue of Life.